# Sophia Hinerangi

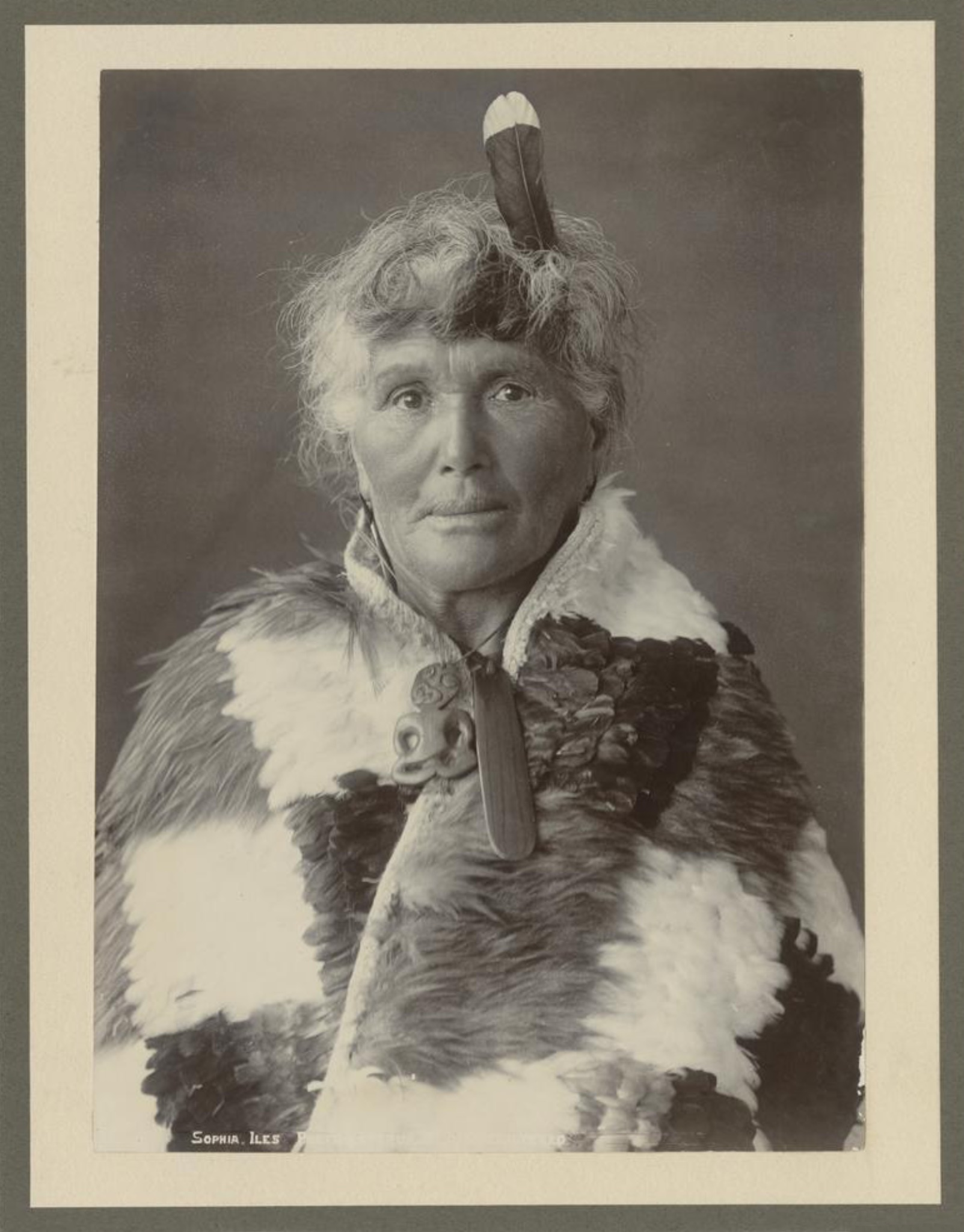
Sophia Hinerangi,
Foto von Arthur James Iles (1870–1943)

Sophia Hinerangi (* 1832 in Kororāreka, Neuseeland; † 4. Dezember 1911 in Whakarewarewa, Neuseeland), in der Literatur als Te Paea, Tepaea, Te Paea Hinerangi, Tepaea Hinerangi, Mary Sophia Gray, Mary Sophia Grey, Guide Sophia und Sophia (Guide) zu finden, war eine in Neuseeland bekannte maorische Fremdenführerin, die Touristen u. a. zu den Pink and White Terraces führte.

## Frühes Leben
Te Paea Hinerangi wurde 1832 als zweite Tochter von Kotiro Hinerangi, vom Stamm der Ngāti Ruanui, und Alexander Gray, einem Schmied aus Aberdeen, Schottland, in Kororāreka, dem heutigen Russell, geboren. Am 4. August 1839 wurde sie von dem Missionar William Williams auf den Namen Mary Sophia Gray getauft. Sophia soll von der Missionarin Charlotte Kemp in der Missionsstation in Kerikeri erzogen worden sein und später möglicherweise die Wesleyan Native Institution in Auckland besucht haben. Über ihre Kindheit und ihre Schulbildung ist sonst nichts weiter bekannt.

## Ehen
Sophia soll 1851 eine Mann, der als Koroneho (Colenso) Tehakiroe bekannt war, geheiratet haben und 14 Kinder geboren haben. 1870 ging sie eine zweite Ehe ein und heiratete Hōri Taiāwhio, mit dem sie in Te Wairoa am Lake Tarawera lebte und drei Kinder hatte.

## Fremdenführerin
Vor dem Vulkanausbruch des Mount Tarawera, der am 10. Juni 1886 stattfand und die Pink and White Terraces, das Dorf Te Wairoa und weite Teile der Umgegend unter Asche begrub, war Sophia über 16 Jahre lang als Fremdenführerin in der Region tätig. Zweisprachig, gebildet und von ansprechender Gestalt organisierte sie Reisegruppen und versorgte die Besucher mit allerlei Informationen über das Naturwunder der Sinterterrassen.
Elf Tage vor der Katastrophe soll Sophia bei einer Tourführung nach eigenen Aussagen ein Abfallen und Anstieg des Wasser im Lake Tarawera beobachtet haben. Auch sollen nach ihren Angaben ein Kanu mit einem Paddeler und die Insassen mit Hundeköpfen erschienen sein. Diese Omen veranlassten sie angeblich, das Ende ihrer Führung zu den Pink and White Terraces am Lake Rotomahana vorauszusagen. In der Nacht des Vulkanausbruchs überlebte Sophia mit weiteren 62 Personen dank eines hohen Schrägdachs und der starken Wänden ihres Hauses die Katastrophe. Da alles, wovon sie lebte, zerstört war, zog sie nach Whakarewarewa, wo sie weiter als Fremdenführerin arbeiten konnte.
1895 kam sie in Kontakt mit dem Dramatiker George Leitch und ging mit ihm und dem Stück The Land of the Moa auf eine Neuseeland- und Australien-Tournee. In dem Melodram spielte sie sich selbst. Im Jahr darauf wurde sie Verwalterin des Whakarewarewa-Geothermalgebiets in Rotorua und unter den vielen Gruppen, die sie durch die Geothermalgebiet führte, waren auch einige königliche Gesellschaften. Sophia engagierte sich auch in der Women’s Christian Temperance Union New Zealand und übernahm 1896 die Präsidentschaft des Zweigs in Whakarewarewa. In ihren späteren Jahren hatte sie eine Reihe jüngerer Frauen ermutigt, Touristenführungen zu ihrem Geschäft zu machen.
Sophia verstarb am 4. Dezember 1911 in Whakarewarewa.

## Ehrung
In der Stadt Rotorua wurde mit der Sophia Street eine Straße nach ihr benannt.